# Xilin, Yichun
Xilin är ett stadsdistrikt i Yichun i Heilongjiang-provinsen i nordöstra Kina.